# Comanche
I Comanche (in italiano raramente comanci) sono una popolazione di nativi americani, stanziata in epoca storica nella Comancheria (territorio che comprende attualmente l'est del Nuovo Messico, sud-est del Colorado e Kansas, tutto l'Oklahoma e buona parte del Texas occidentale).
Si calcola che la popolazione totale Comanche abbia raggiunto nel passato le 20.000 unità, mentre oggi la Nazione Comanche conta circa 10.000 membri, di cui circa la metà abita in Oklahoma (principalmente a Lawton), mentre l'altra metà è sparsa tra Texas, California e Nuovo Messico.

## Origine del nome
Il nome Comanche (pronunciato cumànci) apparso per la prima volta nei documenti nel 1706, proviene presumibilmente dal komon'teia UTE o kohmaths che significa "chi vuole combattere contro di me" o dallo spagnolo che indica "strada principale". Il nome originale invece era Nermurnuh (Ne-me-ne, Nimenim, Nuumu) che sta per "Vero essere umano". I Comanche parlano una lingua Uto-Azteca, classificata anche come un dialetto Shoshone.

## Storia

### Formazione

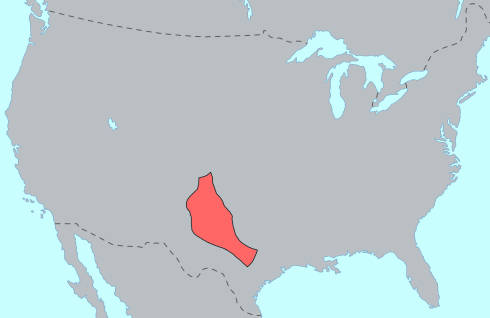
Il territorio Comanche

I Comanche emersero come gruppo distinto subito dopo il 1700, quando si staccarono dal popolo Shoshone insediandosi lungo l'alto corso del fiume Platte in Wyoming. Questo coincise con l'inizio da parte loro dell'utilizzo del cavallo, che consentì una grande mobilità nella ricerca di migliori territori di caccia.
La loro prima migrazione li portò verso le pianure che si trovano a sud; da qui proseguirono verso i territori che si estendono dal fiume Arkansas al centro del Texas. Durante quel periodo la loro popolazione ebbe un grande incremento dovuto all'abbondanza di bisonti, all'affluenza di migrazioni dal popolo Shoshone e all'adozione di un numero significativo di donne e bambini presi prigionieri da gruppi rivali. Nonostante questo, i Comanche non formarono mai una singola e coesa unità tribale ma restarono divisi in almeno una dozzina di gruppi autonomi (Yamparika - assorbendo anche il gruppo Kethato o Iehta'o -, Quahadi, Kotsoteka, Nokoni - assorbendo anche i gruppi Tanima e Tenawa -, Penateka, e altri minori) fra loro. Questi gruppi erano contraddistinti da una stessa lingua e da una stessa cultura, ma fazioni diverse, spesso contrapposte per rivalità personali o familiari, potevano all'occasione affrontarsi con le armi.

### Il cavallo nella cultura dei Comanches
Il cavallo ha contribuito in modo significativo a far emergere una specifica cultura Comanche, e non è da escludere che sia stata la ricerca di risorse addizionali di cavalli fra i coloni della Nuova Spagna (piuttosto che la ricerca di nuove mandrie di bisonti) il principale motivo per cui i Comanche si staccarono dagli Shoshoni. I Comanche sono probabilmente stati il primo gruppo di nativi a introdurre pienamente il cavallo nella loro cultura, e hanno fatto conoscere questo animale agli altri popoli delle Grandi Pianure.
Verso la metà del diciannovesimo secolo i Comanche rifornivano di cavalli i mercanti e i coloni sia francesi sia anglo-americani, e più tardi gli emigranti che passavano attraverso i loro territori per dirigersi in California  verso la Corsa all'Oro. Molti di questi cavalli erano stati rubati, e fu così che i Comanche acquistarono presto la pessima reputazione di formidabili ladri di cavalli e in seguito anche di bovini. Le loro vittime includevano coloni spagnoli ed americani, come anche altre tribù di nativi delle Grandi Pianure, contro le quali spesso arrivavano a guerreggiare.
I Comanche erano avversari formidabili e svilupparono strategie di combattimento a cavallo con armi tradizionali; essi dedicarono alla guerra la maggior parte del loro tempo. Le loro scorribande in Messico, che potevano arrivare fino all'America Centrale, avvenivano tradizionalmente durante la luna piena, in quanto questo consentiva loro di vedere meglio di notte. Da questo deriva il termine "Comanche Moon", luna dei Comanche, durante la quale cavalcavano in cerca di cavalli, prigionieri e armi; archetipo di tale pratica fu il famoso e quasi leggendario capo degli Kwahadi Comanche, Casacca-di-Ferro (Pohebits-quasho), che per almeno un trentennio seminò il terrore nei territori messicani oltre che nel Texas e dintorni.

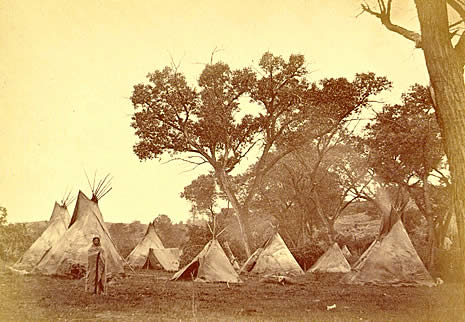
Un accampamento Comanche

### Dalla Comancheria all'arrivo dei bianchi
A conclusione di circa un quarantennio di ostilità, nel 1790 Comanche e Kiowa stipularono un'alleanza saldissima, estesa nel 1840 (dopo la battaglia di Wolf Creek nel 1838, che consolidò le posizioni dei nuovi venuti, e le epidemie sofferte nel 1839 dalle nazioni dei Plains meridionali) agli Cheyenne e Arapaho sopravvenuti da nord.
Nella primavera 1840, infatti, insieme ai capi Kiowa Piccola Montagna (Dohasan) e Orso Seduto (Satank), Dieci Orsi (Parua-wasamen, fantasiosamente tradotto come Occhi Sbarrati) si fece promotore della pace e dell'alleanza tra Comanche e Kiowa da un lato e Cheyenne e Arapaho dall'altro, ottenendo l'adesione dei più importanti capi dell'epoca, quali Casacca-di-Ferro (Pohebits-quasho), della divisione Quahadi, Testa Rasata (Wulea-boo), della fazione Kotsoteka, Albero Alto (Huupi-pahati) e Bevanda-dell'Aquila (Quenah-evah), della fazione Nokoni, o Gobba-di-Bisonte (Poche-ha-quehip) e Lupo Giallo (Isa-viah), della fazione Penateka.
Lo stesso Dieci Orsi, figlio di una donna di origine Ute e all'epoca capo di una banda Yamparika, era stato il promotore della pace tra i Comanche e gli Ute, quando, nel 1820, accompagnando il figlio in una spedizione di guerra contro gli Ute, la madre riconobbe alcuni parenti e indusse le due parti a incontrarsi pacificamente, e Dieci Orsi stipulò un accordo di pace con gli Ute condiviso dagli altri capi Comanche.
Conseguita l'indipendenza nel 1821, il Messico aprì le frontiere del Texas agli Statunitensi, considerati più affidabili dei Messicani a "difendere" la frontiera dai costanti attacchi dei Comanche, ed ebbe inizio la colonizzazione anglo-texana, con la progressiva penetrazione nella Comancheria, in parte come invasione non autorizzata e in parte come risultato di accordi locali con le diverse divisioni Comanche, se i Penateka si dimostrarono, in talune occasioni, disposti a trattare, non considerando ancora i coloni un concreto pericolo, altre divisioni Comanche residenti nel territorio, come i Nokoni, erano decisamente più attivi nelle incursioni contro gli insediamenti (particolarmente noto fu l'attacco contro Parke's Fort, nella primavera 1836, durante il quale fu rapita anche Cynthia Anna Parker, poi Naduah, futura moglie di Peta-nocona e madre di Quanah).
Nel 1835, a conclusione del concilio di Camp Holmes, diversi capi Comanche stipularono col gen. M. Arbuckle e il sen. Monfort Stokes un trattato di amicizia: vi apposero il proprio segno Grande Aquila (o Aquila-del-Sole) (Tawaquenah), probabilmente appartenente alla divisione Kotsoteka e Uomo Dedito-all’Amore (Pahayuca), capo della divisione Penateka (‘‘Mangiatori di Miele’’, ‘‘Vespe’’) Comanche, nonché, forse, Casacca-di-Ferro, capo dei Quahadi (registrato come ‘‘Pohowetowshah’’, nome tradotto piuttosto come “Uomo-di-Ottone”, che ben potrebbe non riferirsi a un capo riconoscibile per una più austera, per quanto lucida e brillante, “casacca di ferro”).
Dopo il tradimento texano ai danni delle delegazione dei Penateka Comanche invitata a San Antonio per trattare la pace nella primavera 1840 i Comanche reagirono mettendo a ferro e fuoco il Texas; Gobba-di-Bisonte, Lupo Giallo e Santa Anna in particolare guidarono, nell'estate, una spettacolare scorreria, alla quale si unirono tutti o quasi gli altri capi principali, fino ai margini del Golfo del Messico, saccheggiando gli insediamenti e razziando centinaia di prigionieri e migliaia di capi di bestiame, parte dei quali fu poi recuperata, lungo la via del ritorno ai villaggi Comanche, dai Texas Rangers, già più volte sconfitti, e dalle truppe texane in uno scontro presso il Plum Creek dove furono impiegate per la prima volta le nuovissime rivoltelle Paterson Colt a cinque colpi.
Nei decenni 1830'-1850' i Comanche misero a sacco le province settentrionali messicane e i Kotsoteka in particolare stabilirono insediamenti nel Chihuahua, dove una grossa banda si stabilì per diversi anni, dedicandosi alle razzie in gran parte del Messico (compresi Sonora, Durango e Sinaloa) nel 1849-1850 e stipulando poi, nel 1851, un trattato cogli stessi Messicani per coalizzarsi con loro e condurre una guerra "di sterminio" contro gli Apache, con una ricompensa per ogni scalpo. Nello stesso 1849, in conseguenza della guerra messicano-statunitense, gli Statunitensi cercarono un riavvicinamento coi Comanche nel Texas, e l'agente indiano Robert S. Neighbors stabilì rapporti amichevoli con capi quali Gobba-di-Bisonte e Lupo Giallo, o Albero Alto e Bevanda-dell'Aquila, ma il problema di un riconoscimento dei confini della Comancheria non fu risolto.
Il 27 luglio 1853 i Kiowa e i Comanche (in particolare i Penateka) concordarono un nuovo trattato, concedendo agli Statunitensi il diritto di costruire piste, stabilire depositi e stazioni e proteggere gli emigranti che transitassero sul territorio Comanche e Kiowa, e impegnandosi in cambio il Governo federale a distribuire agli Indiani merci, provviste, strumenti agricoli e altri beni per un valore di 18.000 dollari annuali, per un periodo di cinque anni o più lungo, finché il Presidente lo ritenesse necessario o opportuno; il trattato fu firmato a Fort Atkinson da Testa Rasata, Dieci Orsi (Parrawasamen, erroneamente trascritto come Parosawano e tradotto come Dieci Bacchette) e altri per i Comanche, Piccola Montagna e Orso Seduto, nonché alcuni capi minori, per i Kiowa, e Lupo Povero (Si-tah-le) per i Kataka; tuttavia, verosimilmente, non se ne sentivano vincolati i Quahadi, né le bande Kotsoteka e Nokoni a loro più strettamente associate, seguaci di Pohebits-quasho e di suo figlio Viaggiatore Solitario (Peta-nocona) e del coevo di quest'ultimo, Orso Maschio (Parua-ocoom). Dopo che, nel 1854, il Governo texano ebbe assegnato ai Comanche una riserva di 18.576 acri sul Clear Fork del Rio Brazos, l'agente indiano Robert Neighbors riuscì a condurre in visita ai Penateka Comanche là insediati alcuni capi Comanche e Kiowa, ma l'iniziativa si risolse in un sostanziale fallimento (nell'inverno 1856-1857 non rimanevano nella riserva più di 160 Penateka, mentre i Nokoni, Kotsoteka, Yamparika e Quahadi continuavano a vivere in libertà).
Gobba-di-Bisonte, che aveva firmato il trattato, riuscì a evitare il confinamento nella riserva fino al 1857, mentre suo cugino Lupo Giallo, che aveva rifiutato di firmare, fu ucciso dai Lipan Apache nello stesso 1854.
Nel 1857 le scorrerie Comanche si fecero particolarmente intense nel Texas, investendo in particolare le contee in fase di colonizzazione circostanti la Comancheria (Palo Pinto e Erath, nonché gli insediamenti del Colorado River), comportando diverse spedizioni di pattugliamento e rappresaglia da parte dei militari (segnatamente del 2° Regg. Cavalleria di stanza a Fort Mason, mentre il 1° Regg. Cavalleria presidiava il Santa Fè Trail), per essere massicciamente replicate nel 1858 in particolare, nella primavera, da Casacca-di-Ferro, Viaggiatore Solitario e Orso Maschio coi loro Quahadi, attestati nelle Wichita Mountains; dopo l'ennesima scorreria nella primavera, le truppe e i loro ausiliari Tonkawa, Caddo e Delaware rintracciarono il villaggio di Casacca-di-Ferro nelle Antelope Hills sul North Canadian River e lo assalirono: quando un proiettile di fucile colpì al collo il capo, che godeva di fama di invulnerabilità, e lo uccise i Comanche si sbandarono e 76 fra guerrieri, vecchi, donne, bambini furono uccisi, e soltanto il sopraggiungere di Viaggiatore Solitario dal suo accampamento vicino impedì la completa distruzione della banda del padre, costringendo i Texas Rangers a una fuga precipitosa. Nell'autunno una nuova offensiva, affidata al 2º Cavalleria, investì un grande villaggio Penateka, Nokoni, Kotsoteka e Yamparika a Rush Springs: i Comanche, pur consapevoli della presenza dei militari, furono colti di sorpresa perché avevano da poco stipulato un accordo di pace, e Gobba-di-Bisonte e Viaggiatore Solitario reagirono scatenandosi contro gli insediamenti texani dal Red River a Corpus Christi. Nella primavera 1859 gli Statunitensi attaccarono nuovamente i villaggi Penateka del Crooked Creek, nella regione tra il South Canadian River e il Cimarron River, mentre la maggior parte dei guerrieri era lontana, impegnata coi Kotsoteka, Nokoni, Quahadi e Yamparika nella caccia ai bisonti; arresisi, in maggioranza, i Penateka, i Nokoni, Kotsoteka, Quahadi e Yamparika continuarono a combattere nel 1860, affrontando le truppe nell'agosto presso il Republican River, a fine estate, con l'attacco di truppe texane e ausiliari Tonkawa, Caddo e Wichita contro un villaggio Yamparika e Nokoni, e infine nel dicembre, quando i rangers di Lawrence "Sull" Ross assalirono il villaggio di Viaggiatore Solitario e lo distrussero: i guerrieri Quahadi erano per la gran parte col capo, occupati in una serie di scorrerie, e, a completamento dell'usuale macello di donne e bambini, i Rangers catturarono Naduah e Topsannah, rispettivamente moglie e figlia del capo Quahadi (che pur riprendendo a combattere sarebbe uscito distrutto dalla perdita), che morirono pochi anni dopo la loro "liberazione".
Con l'esplosione della "Guerra di Secessione" i Confederati affidarono al brigadiere generale Albert Pike, Commissario per gli Affari Indiani del Governo Confederato, il compito di trattare coi Comanche e con le altre nazioni dell'area: nell'agosto 1861 Pike incontrò Dieci Orsi, Dorso-di-Cavallo (Kiyou), Coltello-d'Argento (Tosawi), Via Lattea / Strada-del-Lupo (Asa-havey) in rappresentanza degli Yamparika e Penateka Comanche e i capi di altre nazioni (ma non quelli dei Kiowa, che rifiutarono di partecipare al concilio, intendendo continuare i loro attacchi nel Texas, e rimasero sordi anche alle sollecitazioni di Gobba-di-Bisonte, minacciando anzi di attaccare la riserva e le tribù ivi confinate) a Fort Cobb, dove stipulò coi Comanche due trattati: il primo (12/8) con i Penateka della riserva, rappresentati da Kekarawa (Kekaruwah = Never Sitting, alias Kahabewite = Never Lying-down, indicato come capo principale in luogo di Ketumse e già suo rivale nonché, verosimilmente, suo immediato e temporaneo successore), Coltello-d'Argento e Strada-del-Lupo, e il secondo (13/8) con gli Yamparika, rappresentati da Dieci Orsi e, forse, da Suono-dell'Alba, Lupo Bianco e Piccolo Corvo, i Kotsoteka, rappresentati verosimilmente da Piccolo Bisonte (Kuhtsu-tiesuat, verosimilmente identificabile con il capo indicato come Chocora *), Giaguaro Macchiato (Tasacowadi, verosimilmente identificabile con il capo indicato come Tecowewihpa *) e Irrompente-nel-Mezzo (Mow-way indicato come Maawe), i Nokoni, rappresentati da Bevanda-dell'Aquila e Schiena-di-Cavallo (Tirhaya-quehip o Tʉhʉyakwahipʉ, nell’occasione fantasiosamente trascritto come Tehiaquah), nonché da due capi identificati come Colui-che-non-beve-Acqua (Kepahewa) e Capo-che-Cresce (Chooshi o Chosewi), e i superstiti Tanima / Tenawa (ormai aggregati ai Nokoni) rappresentati da un Camicia-di-Ferro (Bowahquashu - indicato come Pohowiquasso - e Keenatohpa), mentre gi Quahadi, guidati da Viaggiatore Solitario (Peta-nocona), ormai implacabile quanto disperato, Orso Maschio (Parua-ocoom), Cavallo Selvaggio (Kobay-oburra) e Lontra (Papi-wihtama), si mantenevano ostili a tutti i bianchi; nell'autunno il Congresso confederato stanziò 64.862 dollari per far fronte agli obblighi contratti verso i Comanche, ma soltanto una parte dei Penateka si presentò all'agenzia.
Un ulteriore trattato con i Kiowa e alcune divisioni Comanche fu sottoscritto il 18 ottobre 1865 da 7 commissari statunitensi, tra i quali John B. Sanborn e William S. Harney, dai capi "delle varie bande degli indiani di Comanche", ossia Tab-e-nan-i-kah (Sole Nascente), Esh-e-tave-pa-rah (Piccola Donna), A-sha-hab-beet (Via Lattea), Queen-ah-e-vah (Aquila che Beve) e altri, e dal capo della tribù Kiowa Ta-ki-bull (Sottosella Puzzolente).

### Relazioni con i coloni
I Comanche intrattennero relazioni ambigue sia con i primi coloni europei che con quelli che vennero più tardi per colonizzare il loro territorio; erano considerati dai coloni come partner commerciali ma anche temuti per le loro scorribande. I Comanche erano potenzialmente sempre in guerra con tutti i gruppi di nativi americani che vivevano nelle Grandi Pianure, e questo li portò ad essere oggetto delle manovre politiche dei poteri coloniali europei e degli Stati Uniti. Sam Houston, presidente dell'appena creata Repubblica del Texas, stava per avere successo nel suo tentativo di fare un trattato di pace con i Comanche, ma questa iniziativa fallì a causa del rifiuto del parlamento del Texas, contrario a creare dei confini ufficiali fra il Texas e la Comancheria, e per il subentrare nella Presidenza della repubblica texana di Mirabeau Lamar, incallito fautore dell'eliminazione degli Indiani.
Nel 1847 gli immigrati tedeschi organizzati nella Adelsverein, che aveva comprato una concessione fra il Llano River e il Colorado River, ottenne l'aiuto dell'agente Robert S. Neighbors per trattare coi Penateka, e il barone Johann O. von Meusebach incontrò i capi Vecchio Gufo (Mopechucope), Gobba-di-Bisonte (Pocheha-quehip), Santa Anna, non figurando Uomp Dedito-all'Amore (Pahayuca) e Lupo Giallo (Isa-viah) sul San Saba riuscendo, con doni per un valore di 3.000 dollari, a stipulare con loro un trattato recante il consenso all'insediamento tedesco a Fredericksburg. Nel maggio Uomo Dedito-all'Amore, Vecchio Gufo, Gobba-di-Bisonte e Santa Anna incontrarono nuovamente Neighbors per apprendere che il Senato aveva soppresso l'articolo del trattato di Council Springs che avrebbe dovuto proibire l'ingresso dei bianchi nel territorio Comanche; fra altre inutili proteste, Santa Anna rivendicò il diritto alle spedizioni nel Messico, e Neighbors, essendo gli Stati Uniti in guerra contro il Messico, non si oppose: Gobba-di-Bisonte, Lupo Giallo e Santa Anna, con alcune centinaia di guerrieri, attraversarono, perciò, il Rio Grande dilagando nel Coahuila e nel Chihuahua, spingendosi fino a San Francisco del Oro, e bruciando villaggi, rubando cavalli e rapendo donne e bambini; al ritorno i Penateka si imbatterono in un reparto di dragoni statunitensi vicino a Parras, subendo una sconfitta che indusse i capi a tornare nel Messico con 800 guerrieri, per un'altra spedizione, nell'agosto.
I Comanche riuscirono a mantenere la loro indipendenza e ad incrementare i loro territori, ma alla metà del 1800 furono decimati da un'ondata di epidemie introdotte involontariamente dai coloni bianchi. Epidemie di vaiolo (1817, 1848) e di colera (1849) ridussero notevolmente la popolazione dei Comanche, che passò dalle 20.000 unità della metà del secolo, a poche migliaia intorno al 1870.

### Le prime riserve e il fallimento dell'esperienza
I primi tentativi di trasferire i Comanche nelle riserve iniziarono nel 1854, quando il governo federale, con il permesso dello stato del Texas, istituì due riserve sul fiume Brazos, una per i Comanche e un'altra per i Kiowa. Le riserve furono abbandonate nel 1859 a causa di attriti con i coloni e i pellerossa vennero trasferiti sul territorio dello stato di Oklahoma. Seguì il trattato del 18 ottobre 1865 quando fu attribuita ai Comanche e ai Kiowa una riserva costituita dal Panhandle nel Texas e l'Oklahoma ad ovest del fiume Cimarron e il meridiano 98° longitudine ovest.
Gli spostamenti dei Comanche proseguirono nel 1867 con il Trattato di Medicine Lodge (Treaty of Medicine Lodge), che offrì loro chiese, scuole e miserevoli elargizioni vitalizie in cambio di un vasto territorio (160.000 km²). Il governo promise di fermare i cacciatori di bisonti che stavano decimando le mandrie delle Grandi Pianure, ma in cambio pretese dai Comanche, e anche dai Kataka (c.d. "Kiowa-Apache"), dai Kiowa, dai Cheyenne e dagli Arapaho, di trasferirsi in una riserva di appena 13.000 km².; il trattato di Medicine Lodge fu firmato il 21 ottobre 1867 da 10 capi Comanche, fra i quali Dieci Orsi, Dorso di Cavallo e Coltello-d'Argento (ma, apparentemente, non Via Lattea / Strada-del-Lupo), 10 capi Kiowa, fra i quali Orso Seduto, Orso Bianco, Cuore-di-donna, Orso Barcollante e Uccello Scalciante, Lupo Solitario, Grande Arco, e Cavallo Bianco, e sei capi Kataka fra i quali Manica-di-Lupo (Mahvippah) e Orso Povero (Kouzhontaco); a rifiutare di partecipare alle trattative, impegnandosi piuttosto nel tentativo di indurre gli altri Comanche ad abbandonarle, furono invece Orso Maschio, Cavallo Selvaggio, Cavallo Nero (Kobay-otoho) e soprattutto Fragranza (Quanah), figlio di Viaggiatore Solitario e nipote di Casacca-di-Ferro, e il Kotsoteka Irrompente-nel-mezzo, altrimenti tradotto come Colui-che-stringe-la-mano (Mow-way), nonché il Nokoni Grosso Pezzo-di-Carne-Rossa (Piaru-ekaruhkapu) e gli Yamparika Suono-dell’Alba (Tabananika) e Lupo Bianco (Isa-rosavit), che ripresero le scorrerie in diverse contee del Texas (Montgomery, Atascosa). La riserva istituita presso Fort Cobb funzionò subito molto male, e, fin dalla primavera 1868, molti Comanche la abbandonarono per trasferirsi nella valle dell'Arkansas o negli Staked Plains, dominio ancora incontrastato dei liberi Kwahadi. Nell'ottobre 1868, il col. Ranald McKenzie guidò una spedizione fino a Blanco Canyon contro le bande Kwahadi di Orso Maschio, Cavallo Selvaggio, Cavallo Nero e Fragranza accampate sul White River. Nella notte tra il 9 e il 10 ottobre, il giovane Fragranza assalì il campo di McKenzie, disperdendo i cavalli e rubandone circa 70. Il 25 dicembre, i militari penetrarono nella riserva, raggiungendo, in sua assenza, l'accampamento di Dorso-di-Cavallo a Soldier Spring, affidato al capo di guerra Punta-di-Freccia (Tahka), pretendendo di requisire armi e cavalli dei Comanche; Punta-di-Freccia reagì e il villaggio fu sottoposto al fuoco dell'artiglieria, e nonostante accorsero a difenderlo guerrieri Comanche e Kiowa dai villaggi vicini, il villaggio fu infine distrutto e Punta-di-Freccia e molti Comanche, con abbondanza di non combattenti, furono uccisi.
Il governo decise comunque di non prevenire la decimazione delle mandrie, e appoggiò invece gli sterminatori; questo provocò la reazione dei Comanche che, convinti dall'"uomo della medicina" Isa-tai (Sterco-di-Coyote, recte "Vagina di Coyote"), si fecero guidare da alcuni tra i capi più famosi, tra i quali Cavallo Selvaggio (Kobay-oburra), Cavallo Nero (Kobay-otoho) e Fragranza (Quanah, figlio di Viaggiatore Solitario e di Cynthia Ann Parker, l'indiana bianca, anglo-americana rapita bambina dai Nokoni ed assimilata nella tribù con il nome Na-duah, "Colei che fu trovata") per gli Kwahadi, Irrompente-nel-Mezzo (Mow-way) per i Kotsoteka, Grosso Pezzo-di-carne-Rossa / Cibo Rosso (Piaru-ekaruhkapu) per i Nokoni, Suono-dell'Alba (Tabananika), Lupo Bianco (Isa-rosa), Lupo Disteso Isa-habit, Piccolo Corvo (Tuwikaa-tiesuat), Isa-nanica per gli Yamparika, Lupo Solitario (Gui-pah-gho), Orso Bianco (Set'tainte), Cavallo Bianco (Tsen-tainte) e Grande Arco (Zepko-ete) per i Kiowa, Piccola Coperta e Scudo Bianco per gli Cheyenne). I Comanche attaccarono un gruppo di cacciatori nella regione della Texas Panhandle in quella che fu chiamata Seconda Battaglia di Abobe Walls (27 giugno 1874), ma l'attacco si rivelò un disastro e l'esercito americano fu chiamato per riportare quelli che restavano di loro nella riserva. In appena dieci anni i bisonti furono ridotti all'estinzione, il che ebbe come conseguenza la fine della caccia come abitudine di vita per i Comanche. Nel 1875, l'ultima banda libera di Comanche, capeggiata dal guerriero Quahadi Quanah Parker, si arrese e si trasferì nella riserva di Fort Sill in Oklahoma.
Nel 1892 il governo negoziò il Jerome Agreement con i Comanche, i Kiowa e gli Apache, che ridusse ulteriormente le loro riserve a 1.940 km² ad un costo di $ 308,88 per km². Furono assegnati 0,6 km² ad ogni persona di ogni tribù da conservarsi in amministrazione fiduciaria.